# Revista Brasileira de Estudos de População
A Revista Brasileira de Estudos de População (em inglês: Brazilian Journal of Population Studies) é um periódico científico editado pela Associação Brasileira de Estudos Populacionais (ABEP). Publicada desde seu lançamento em 1984, faz parte da Coleção do Scielo e está indexada em vários indexadores como Latindex e DOAJ.
Na avaliação do Qualis realizada pela CAPES, este periódico foi classificado no extrato A1 para a área de Ciência Política e Relações Internacionais.